# Officer Dick
Officer Dick is een fictief vrijspeelbaar karakter in de videospellen Tony Hawk's Pro Skater, Tony Hawk's Pro Skater 2 en Tony Hawk's Pro Skater 3. Hij is gekleed als een Amerikaanse agent te fiets. Hij heeft een zwarte korte broek, een wit overhemd en een fietshelm op.

## Tony Hawk's Pro Skater
Dit is het eerste spel waarin hij voorkomt. Hij is vrijspeelbaar voor Career Mode, High Score en Free Skate. Als je met een willekeurige skateboarder alle 30 van de 30 videobanden verzamelt kan je met hem skaten. Als je met dit karakter 3 willekeurige medailles haalt in wedstrijden, speel je de NeverSoft-bails video vrij.

## Tony Hawk's Pro Skater 2
Dit is het tweede spel waarin Officer Dick een karakter is. Hij is vrijspeelbaar wanneer je voor 100% alle opdrachten voltooit met een willekeurige skater (behalve Tony Hawk en Spider-Man). Als je met Officer Dick 3 willekeurige medailles haalt in wedstrijden, speel je de NeverSoft-bails video vrij. Als je het spel 100% uitspeelt met Officer Dick telt dit niet mee om cheats zoals Perfect Balans vrij te spelen, dat kan alleen met andere karakters.

## Tony Hawk's Pro Skater 3
Dit is het derde en laatste spel waarin Officer Dick een personage is. Als je alle opdrachten en 3 gouden medailles haalt met 6 verschillende professionele skateboarders, is Officer Dick vrijgespeeld. Als je Career Mode met Officer Dick uitspeeld, is de Pro Retro-video vrijgespeeld.